# 西原金蔵
西原 金蔵（にしはら きんぞう、1953年2月19日 - ）は、日本のパティシエ。京都「AU GRENIER D'OR」オーナーシェフ。フランス料理アカデミー会員。農林水産省料理マスターズ倶楽部会員（第三回受賞者）。全日本・食学会理事。

## 経歴

### 生い立ち・修業時代
1953年、岡山県生まれ。地元の農業学校を経て、1974年に京都グランドホテル（現・リーガロイヤルホテル京都）のサービスマンとなる。
1978年、辻調理師専門学校入学。
1979年、渡仏。「レカミエ」（1つ星）や「エッシェル・ロワイヤル」などで研鑽を積む。1981年、第30回アルパジョン・コンクールのピエス・モンテ部門に出場し、銅賞受賞。全部門の中で、日本人唯一の受賞であった。

### アラン・シャペル時代
同年帰国。1983年、神戸ポートピアホテル内のレストラン「アラン・シャペル」にて専属パティシエとなる。1987年、アラン・シャペル本人からのオファーでフランス・ミオネーにある「Alain CHAPEL」にてヨーロッパで日本人初となる3つ星レストランのシェフ・パティシエに就任。シャペルから信頼を得て、ミオネーの本店や、世界中で行われたシャペルのフェアでも活躍する。
1989年、帰国。同年ホテルオークラ神戸の副製菓長就任。1991年、ジャック・ボリーからのオファーで銀座「資生堂パーラー］「ロオジエ」の総製菓長に就任。1997年、美家古食品トロワグロ事業部生産企画管理部長総製菓長。1998年、神戸マリンホテルズ舞子ビラの総製菓長就任。

### 京都での開業
2001年、京都に「オ・グルニエ・ドール」を開店。店名の「AU GRENIER D'OR」はフランス語で金の蔵という意味で西原金蔵シェフの名前が由来になっている。　GRENIERは蔵でORは金である。また、お菓子教室「エスパス・キンゾー」を主宰。
2018年、かねてより65歳でオ・グルニエ・ドールを終える意思を持っており、計画通り5月31日をもって17年間営業の後、閉店となった。同年10月15日、跡地に長男の西原裕勝がパティスリー『ナンポルトクワ』を開店。リンゴのタルトなどの定番商品が受け継がれている。
2019年6月1日、新たに土日限定営業のコンフィズリー「エスパス・キンゾー」を開店。
2021年7月13日、NHKスペシャル『プロフェッショナル』で西原が取り上げられた。

## 作品
素材を重視し、季節のフルーツしか扱わない。店には常時20℃に保たれたフルーツ貯蔵庫があり、そこで熟成させたフルーツを使っている。毎朝、焼いたケーキを提供し、冷凍保存などは一切していない。リンゴのタルトは季節に応じて「津軽」「紅玉」「サンふじ」などを使い分けている。
西原の代表作「ピラミッド」は、ルーヴル・ピラミッドをモデルとしている。ピラミッドの落成記念晩餐会の際、シャペルと料理をサービスしている時にその美しさに感銘を受け、資生堂パーラー時代に完成させた。

## 出演番組
- きょうの料理（NHK）